# Горбань, Валерий Иванович
Горбань Валерий Иванович (укр. Горбань Валерій Іванович; 6 февраля 1973, Киев, Украинская Советская Социалистическая Республика) — украинский автоспортсмен, мастер спорта международного класса Украины, двукратный абсолютный чемпион Украины по ралли, абсолютный чемпион Эстонии, Латвии и Литвы по ралли, бронзовый призёр чемпионата мира по ралли в зачете Production WRC, пилот и руководитель раллийной команды Eurolamp WRT.
Валерий Горбань является рекордсменом среди украинских раллистов по количеству стартов: за период с 2002 по 2022 годы он принял участие в 205 соревнованиях национального и международного уровня.
Экипаж Валерия Горбаня и Евгения Леонова является обладателем рекорда среди украинских экипажей по количеству проведенных вместе гонок — за период с 2003 по 2011 годы пилоты стартовали вместе 86 раз.

## Выступления в чемпионате Украины по ралли

### 2002–2007: MacCoffee Rally Team
Карьера Валерия Горбаня — один из немногих примеров того, каких результатов можно добиться, придя в автоспорт в достаточно зрелом возрасте. Первый раз в жизни Валерий сел за руль спортивного автомобиля в 2002 году, в возрасте 29 лет, уже будучи при этом состоявшимся бизнесменом, создателем и руководителем гоночной команды MacCoffee Rally Team. На протяжении сезона-2002 в чемпионате Украины по ралли цвета команды защищали Александр Салюк-старший и Александр Салюк-младший; Горбань же присоединился к ним только на финальном этапе чемпионата в Херсоне.
Уже в следующем, 2003 году, Валерий Горбань и его штурман Евгений Леонов в составе MacCoffee Rally Team проводят полный чемпионат Украины по ралли на автомобиле Lada 2112 Super 1600. Выиграв пять гонок из шести возможных, экипаж становится чемпионом в классе А9, а MacCoffee вновь побеждает в командном зачете.
Однако со следующего сезона, вследствие изменений в регламенте чемпионата, партнеры по команде, Александр Салюк-младший и Валерий Горбань, выступающие на одинаковых автомобилях, оказываются соперниками по классу А7. В результате чемпионаты 2004 и 2005 годов становятся дуэлью двух быстрейших пилотов монопривода, которая заканчивается боевой ничьей: в 2004 году чемпионом Украины в классе А7 становится Салюк, в 2005-м — Горбань. А годом позже оба пилота синхронно пересаживаются на технику более высокого класса — полноприводные Mitsubishi Lancer Evolution.

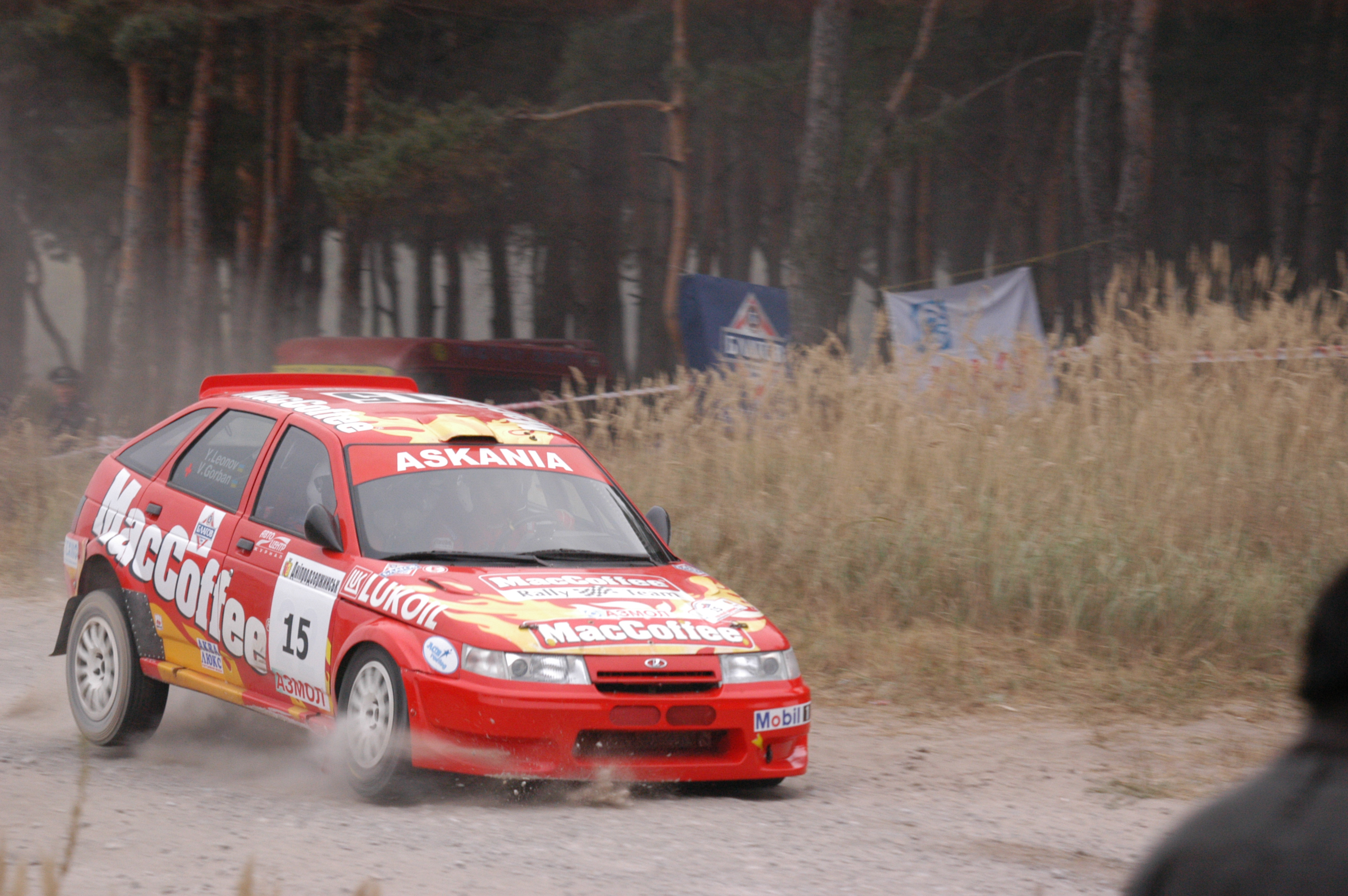
Валерий Горбань и Евгений Леонов на ралли «Днепр», Днепродзержинск, 2005 год

В сезоне 2006 года Валерий Горбань уверенно входит в число лидеров украинского ралли. Подиумы на ралли «Чумацкий Шлях» и «Золотая Осень Карпат» позволили пилоту занять по итогам сезона шестое место в абсолютном зачете чемпионата. Результат мог быть и выше, однако результат Горбаня на ралли «Трембита» был аннулирован из-за несоответствия его автомобиля карте омологации.
Следующий сезон для Горбаня в определенной мере можно назвать экспериментальным — больше половины гонок он проводит на непривычной для себя Subaru Impreza, построенной киевским гонщиком и инженером Андреем Александровым. Результаты пилота не падают — он вновь финиширует на подиуме в ралли «Чумацкий Шлях», «Трембита» и «Галиция» и вновь по итогам сезона входит в топ-пятерку быстрейших участников чемпионата Украины. Однако после трагической гибели Александрова на болгарском ралли «Сливен» Горбань возвращается к автомобилям Mitsubishi Lancer, которые в состоянии обслуживать его собственная команда.

### 2008: Prime Rally Team
Сезон 2008 года начинается для Валерия и его команды со смены имиджа — борта машин украшает логотип нового титульного спонсора, алкогольного бренда Prime. По странному совпадению этот сезон становится худшим в карьере Горбаня — ему удается лишь дважды финишировать в гонках чемпионата Украины, ни разу не взойдя при этом на подиум. Неудачно идут дела и у команды — впервые в своей истории она опускается на третье место в зачете коллективов. В результате сотрудничество с водочниками прекращается, и в новый сезон киевляне входят под новым брендом.

### 2009–2013: Mentos Ascania Racing
В 2009 году в названии команды Горбаня впервые появляется имя его основной компании — Ascania. Сезон 2009 года не стал прорывом вверх, хотя и принес пилоту первый за два года подиум на ралли «Буковина», а возглавляемая им команда вернулась на вершину турнирной таблицы. А вот 2010 год получился куда более успешным.
Уже с первых гонок становится ясно, что Горбань серьезно добавил в скорости, подтверждением чему становятся победы в ралли «Чумацкий Шлях», «Львовский стандарт», «Александров Ралли» и «Алушта». И хотя в решающей гонке, ралли «Ялта», абсолютное чемпионство вновь уходит к Салюку-младшему, сезон для Горбаня заканчивается на мажорной ноте: выигран Кубок Украины по ралли, в чемпионате завоевано «серебро», команда вновь становится первой среди коллективов.

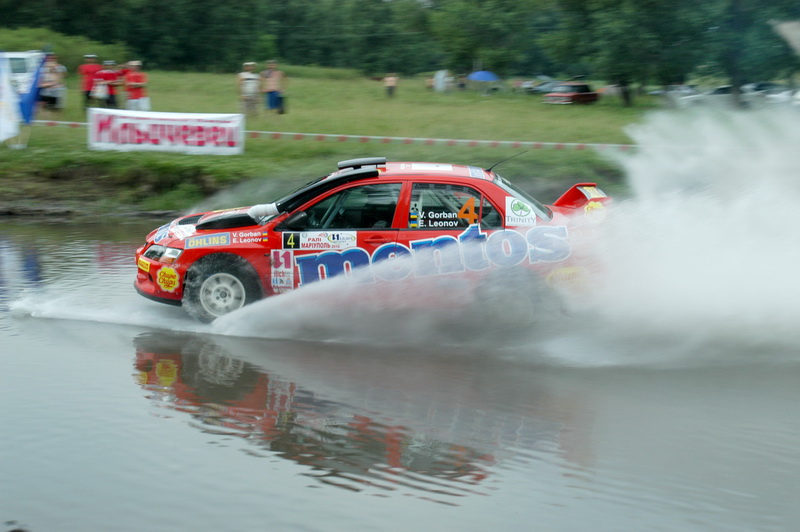
Валерий Горбань и Евгений Леонов на ралли «Мариуполь», 2010 год

Долгожданная чемпионская корона достается Валерию годом позже, в 2011-м, причем, как отмечают многие, происходит это не без помощи Фортуны. После первой гонки, прошедшей в Херсоне, напарник Горбаня и его основной конкурент Александр Салюк-младший, играя в сквош, ломает ключицу и пропускает две гонки чемпионата. Таким образом, основным соперником Валерия в борьбе за титул становится одессит Юрий Кочмар — но и он по стечению обстоятельств пропускает один (финальный) этап чемпионата. Все это дало повод недоброжелателям Горбаня называть его чемпионство случайным, несмотря на убедительную победу в ралли «Киевская Русь» и призовые места в ралли «Чумацкий Шлях» и «Алушта».
Находясь в статусе действующего чемпиона Украины, Горбань начал сезон 2012 года с подиумов на ралли «Галиция» и «Мариуполь», и к середине сезона шёл вровень с ушедшим к тому времени из команды Александром Салюком-младшим. Однако отказы техники в Ялте и Херсоне привели к тому, что Валерий не только уступил Александру титул, но и опустился на третью строчку итогового протокола. При этом Горбань и завоевавший «серебро» Николай Чмых-младший набрали одинаковое количество очков, после чего места были распределены по дополнительным показателям.
Сезон 2013 года стал блестящим реваншем Горбаня в чемпионской борьбе. В начале сезона оба фаворита пересаживаются на автомобили более высокого класса: Горбань на Mini Cooper RRC, Салюк — на Ford Fiesta R5. Валерий выигрывает «Чумацкий Шлях» и «Галицию», тогда как на счету Александра остаются победы в «Александров Ралли» и ралли «Ялта». Все решается на последней гонке, ралли «Трембита» — и здесь Салюк допускает ошибку и сходит с трассы на первом же спецучастке, а Горбань второй раз в карьере становится абсолютным чемпионом Украины.
После этого успеха, находясь на пике формы, Валерий Горбань на несколько лет прекращает свои выступления в чемпионате Украины, полностью сосредотачиваясь на стартах в чемпионате мира.

### 2014–: Eurolamp World Rally Team
В 2014 году команда вновь меняет название на Eurolamp World Rally Team, вследствие чего MINI John Cooper Works RRC получает новую раскраску – ярко-зеленый основной цвет с красной полосой вдоль борта. В соответствии с названием, команда преимущественно выступает в чемпионате мира по ралли, появляясь на домашних трассах лищь эпизодически  – дважды в 2016 году (ралли «Стара Фортеця» и «Чумацкий Шлях») и один раз в 2019 году (ралли «Фортеця»). Все эти гонки заканчиваются для Горбаня победами, однако в финальные классификации чемпионатов он не попадает из-за недостаточного количества стартов.
Ситуацию меняет 2020 год, когда ограничения, вызванные пандемией COVID-19, фактически лишают украинскую команду возможности выступать за границей. Для поддержания спортивной формы Валерий Горбань и его новый штурман Сергей Ларенс принимают участие в чемпионате Украины вне зачета, поскольку действующий регламент не позволяет автомобилям класса  WRC набирать очки в зачет чемпионата. В итоге Горбань, одержав победы в четырех гонках из пяти, вновь не получает классификации в итоговом зачете чемпионата Украины по ралли.
Параллельно экипаж стартует также в чемпионате Украины по мини-ралли, известном также как Кубок Лиманов. Поскольку регламент данного турнира позволяет автомобилям WRC набирать очки на общих основаниях, Горбань добивается максимального результата – три победы в четырех этапах серии приносят ему титул чемпиона Украины по мини-ралли.
Сезон 2021 года Валерий Горбань вновь начинает в Украине с победы на ралли «Чумацкий Шлях». Впрочем, как только карантинные ограничения снимаются, киевлянин опять полностью посвящает себя выступлениям за границей.

## Выступления в чемпионате мира по ралли
Впервые на этапе чемпионата мира Валерий Горбань стартовал в 2009 году. Первая попытка оказалась довольно успешной — киевлянин занял третье место в  классе N4 на ралли Польши. Однако полноценная программа выступлений в мировом первенстве была развернута двумя годами позже, в 2011-м.

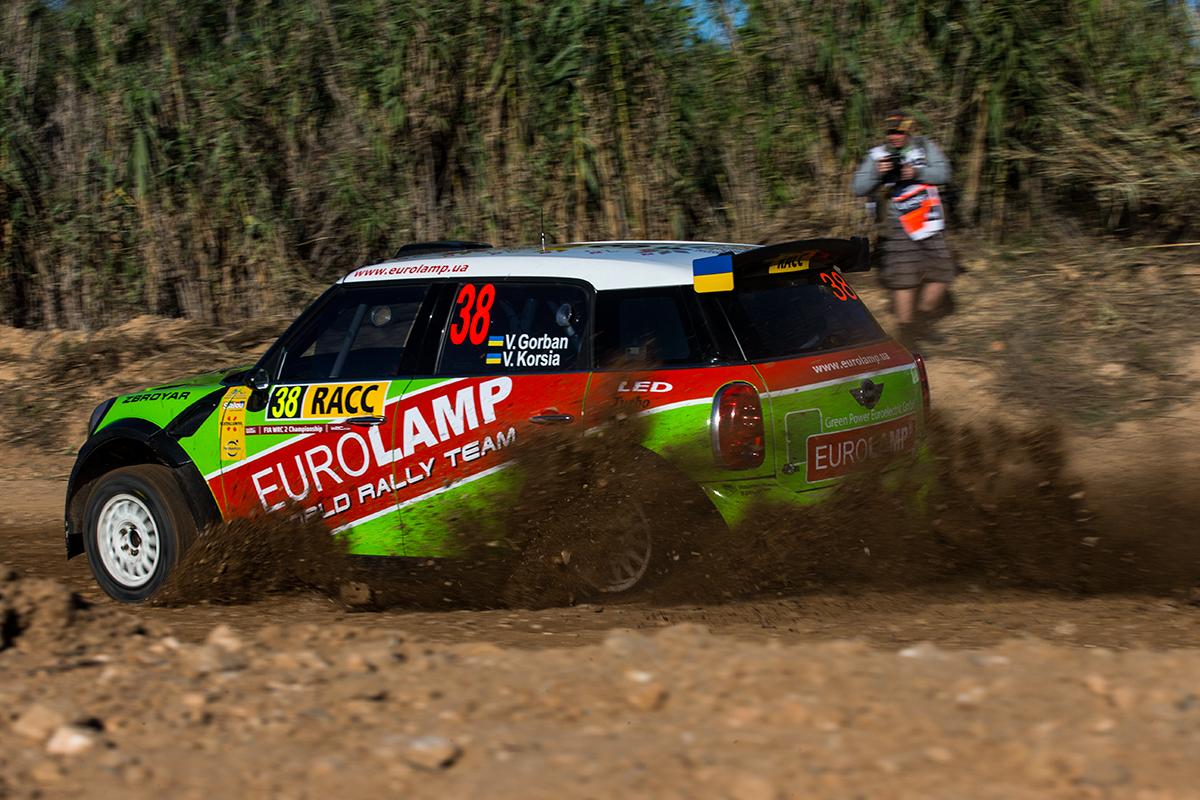
Валерий Горбань и Владимир Корся на ралли Испании, 2014 год.

Команда Mentos Ascania Racing вышла на старт ЧМ-2011 тремя экипажами, первыми пилотами в которых были Валерий Горбань, Александр Салюк-младший и Алексей Кикирешко. Все трое участвовали в зачете Production WRC и приняли участие в шести этапах серии. Горбань начал сезон уверенно — с четвертого места в Швеции и пятого в Португалии, однако затем результаты несколько ухудшились. Лишь раз, в Австралии, Валерию удалось вновь подняться до пятого места. Впрочем, и при этом Горбань стал лучшим из представителей команды в этом розыгрыше чемпионата, заняв по итогу 8-ю позицию в зачете PWRC.
Существенно лучше сложился для Валерия следующий сезон, в ходе которого он также принял участие в шести этапах Production WRC. В первой же гонке в Аргентине, экипаж Валерия Горбаня и Андрея Николаева поднялся на подиум, а спустя несколько недель в Греции сумел одержать свою первую победу в рамках чемпионата мира. В ходе сезона к этому добавились третье место в Италии и два четвёртых в Новой Зеландии и Испании, что в сумме позволило экипажу первыми из украинских спортсменов стать бронзовыми призёрами чемпионата мира по ралли.
Начиная с 2013 года Валерий пересаживается на технику более высокого класса, автомобиль MINI John Cooper Works RRC, принимая, таким образом, участие в зачете вновь сформированного класса WRC 2. Существенно возросший уровень конкуренции плюс необходимый период адаптации к новому автомобилю не позволяет Горбаню показывать столь же высокие результаты, как раньше. Наивысшим достижением этого года становится 7-е место на ралли Уэльса. Значительно лучше складывается следующий сезон, когда постепенное взаимопонимание с техникой приводит к 100% финишей во всех семи зачетных этапах. Всего одной позиции не хватило Горбаню до подиума на ралли Польши; по итогам же сезона 2014 года экипаж занимает 14-е место в зачете WRC 2.
2015 год начался с долгожданного подиума: экипаж Горбаня и Корси занял третье место в зачете WRC 2 на ралли Швеции. Впрочем, следующие этапы стали сплошным разочарованием: в 6 гонках удалось финишировать лишь трижды. Единственное, что можно записать экипажу в актив – это 5 выигранных спецучастков в зачете WRC 2. По итогам сезона Валерий Горбань с 20 зачетными баллами занял лишь 19 место в своей зачетной категории.
Изменения технического регламента в 2016 году привели к тому, что автомобиль MINI JCW в спецификации RRC становился неконкурентоспособным относительно техники класса R5. По этой причине Eurolamp WRT проводит апгрейд техники, готовя ее согласно спецификации WRC, а Горбань ставить перед собой задачу попадать в первую десятку абсолютного зачета. Выполнить это удалось лишь один раз, на ралли Мексики – в остальных гонках Горбань ни разу не поднимался выше 15-й позиции. Итогом сезона стало 25-е и последнее место в зачете WRC.
2017 год стал годом очередных изменений. Штурманом Валерия Горбаня стал опытный эстонец Сергей Ларенс, и вновь созданный экипаж принял участие в зачете WRC Trophy, где могли стартовать экипажи на технике класса RC1 предыдущего поколения. Вопреки ожиданиям, новый зачет заинтересовал не много участников – по итогам сезона в нем приняли участие всего шесть экипажей. В этой компании Валерий Горбань одержал четыре победы и стал в итоге вторым призером зачета WRC Trophy 2017. Однако фактическое отсутствие конкуренции привело к тому, что экипаж решил прекратить участие в соревнованиях WRC Trophy в пользу участия в национальных чемпионатах стран Балтии.

## Выступления в чемпионатах Балтии по ралли
Первый старт Валерия Горбаня в Латвии состоялся в 2005 году на ралли «Сарма»; с тех пор и вплоть до 2017 года он появлялся на балтийских трассах лишь эпизодически, в основном зимой. Но в 2018 году Eurolamp WRT принимает решение принять полноценное участие в национальных чемпионатах Латвии и Эстонии одновременно – не в последнюю очередь потому, что некоторые этапы двух этих турниров были совмещены в рамках общих соревнований. Таким образом, победа на ралли «Алуксне» и призовое место на ралли «Сарма» с самого начала сезона сделали Горбаня лидером обоих чемпионатов.
Благодаря нескольким победам и 100-процентным финишам во всех соревнованиях, где Горбань выходил на старт, украинец подошел к окончанию сезона в качестве основного претендента на оба титула – но задачу усложняло то, что финальные этапы чемпионатов Латвии и Эстонии проходили в один уикенд на разных трассах. Несмотря на расстояние между локациями, команда приняла решение участвовать в обоих соревнованиях, отправив на обе гонки по автомобилю с отдельной бригадой механиков. В результате экипаж Горбаня и Ларенса сделал то, что казалось невероятным: в субботу финишировал четвертым на финальном этапе чемпионата Эстонии, ралли «Сааремаа», а в воскресенье завершил на втором месте финальную гонку латвийского чемпионата, ралли «Лиепая». Итогом этого уникального уикенда стали высшие титулы в обоих чемпионатах.
В 2019 году выступления в чемпионатах Латвии и Эстонии продолжились, но на этот раз результаты экипажа несколько ухудшились. Единственная победа на ралли «Алуксне» и несколько призовых мест на протяжении сезона вынудили Горбаня сменить чемпионскую «единичку» на «тройку» – именно с таким результатом закончились для него оба чемпионата. Из-за пандемии COVID-19 сезон 2020 года был полностью проведен на домашних трассах, а после отмены карантина экипаж вернулся в Балтию, чтобы принять участие в чемпионате Литвы по ралли. Этот замысел также был реализован с максимальным результатом: завоевав победу в ралли «Рокишкис» и четыре призовых места в остальных соревнованиях, Горбань добавил к своему портфолио титул чемпиона Литвы. Таким образом, киевлянин стал единственным украинским гонщиком, которому удалось выиграть раллийные чемпионаты всех трех стран Балтии.
В начале 2022 года Валерий Горбань вновь дважды финишировал на призовых местах в этапах чемпионатов Эстонии и Латвии, однако из-за вторжения России в Украину был вынужден временно приостановить выступления в ралли.

## Кольцевые гонки

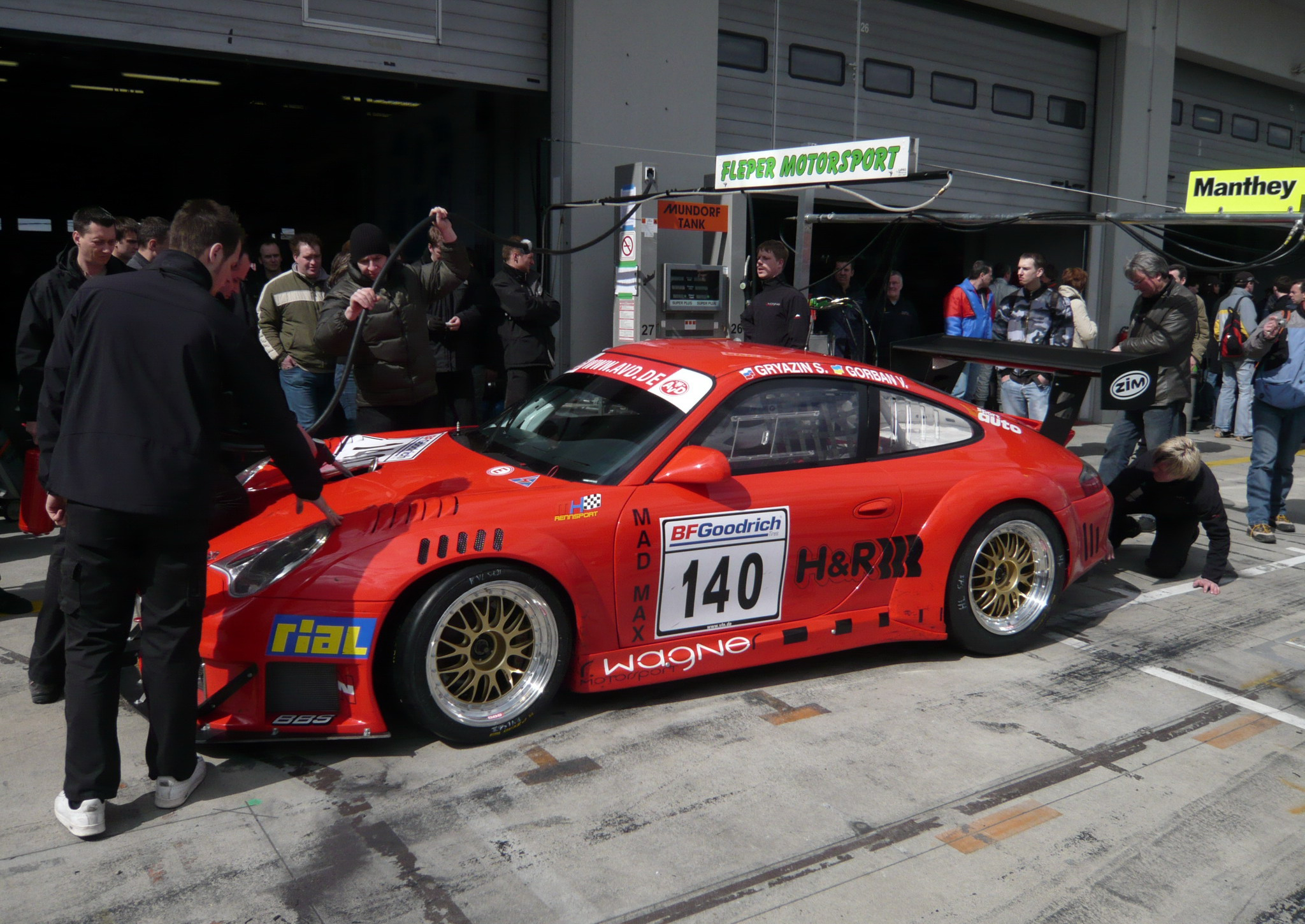
Экипаж Валерия Горбаня и Станислава Грязина во время пит-стопа на первом этапе чемпионата VLN, Нюрбургринг, Германия, 2008 год

На протяжении довольно долгого периода времени Валерий Горбань параллельно выступал как в ралли, так и в кольцевых автогонках. В украинском чемпионате он стартовал лишь дважды, в течение 2006 года — однако даже при этом, выиграв 4 гонки (по две в каждом из этапов), стал вице-чемпионом Украины в классе А3. Однако большинство кольцевых стартов Горбаня имели место на немецком автодроме Нюрбургринг в рамках чемпионата Германии по многочасовым гонкам VLN.
Дебют в гонках на выносливость пришелся на 2004 год.Дебютные старты на Honda Civic принесли две победы в классе.
2005 год не принес подиумов в классе и в следующем сезоне Валерий Горбань пересаживается на BMW M3 E46. С 2006 года напарником Валерия на долгие годы становится Станислав Грязин. В трех гонках сезона, интернациональный дует добыл одну бронзу и одно серебро в классе, а финиш в первой двадцатке стал обычным явлением.
В 2007 году приходит первая совместная победа в своем классе, чуть позже и вторая,  три финиша в первой десятке абсолютного зачета показали уровень экипажа, который 2008 год начинает с очередного обновления техники, на этот раз в распоряжении Валерия и Станислава  Porsche 996 RSR, техника, которая позволяла бороться за победы на Северной петле. В 9 гонках сезона, экипаж 6 раз финиширует в топ-10, один раз экипаж находился в шаге от подиума абсолютного зачета, 4 место так и осталось наивысшим достижением Валерия в абсолютном зачете гонок VLN.
В 2008 году Валерий Горбань принял участие в культовой гонке «24 часа Нюрбургринга» , интернациональный экипаж увидел финиш на десятом месте абсолютного зачета.
В 2009 году совместные выступления продолжить не удалось из-за отказа консульства Германии продлевать визу Станиславу Грязину, лишь один раз Валерий Горбань вышел на старт в экипаже с Алексеем Кикирешко и Ральфом Вагнером, но 2 место в классе. осталось единственным и на сегодня последним финишем киевлянина в гонках на выносливость.

## Общественная деятельность
Увлекшись автомобильным спортом, Валерий Горбань достаточно быстро стал принимать активное участие в деятельности Автомобильной Федерации Украины (ФАУ), на протяжении многих лет входя в различные руководящие структуры этой организации. Так, в 2005 году Валерий вошёл в состав Президиума ФАУ, а, начиная с 2008 года сосредоточился на развитии раллийной дисциплины, войдя в состав комитета ралли ФАУ, а в 2012 году и возглавив его.
С периодом, на протяжении которого Горбань оставался председателем комитета ралли, связан наибольший расцвет этой дисциплины: Украина принимала у себя несколько этапов Кубка Европы по ралли, проводила совместные соревнования с российской и белорусской автомобильными федерациями. В 2012 году, впервые в истории украинского автоспорта, страну посетил с официальным визитом председатель комитета ралли FIA Джонатан Эшман, на встрече с которым обсуждались перспективы проведения в Карпатах этапа чемпионата мира по ралли.
По инициативе и при поддержке Валерия Горбаня в украинских соревнованиях были внедрены такие прогрессивные новшества, как трансляция результатов соревнований в режиме онлайн, вещание специализированного ралли-радио, установка на автомобили участников в целях безопасности GPS-трекеров, запрет на более чем двукратное использование одних и тех же спецучастков и многое другое. Во многом благодаря этим новшествам Украина поднялась в раллийном рейтинге World Countries Ranking с 27-го места в 2011 году на 13-е в 2012 году, а затем на 5-е в 2013 году.
Несмотря на это, в начале 2014 года, в знак несогласия с политикой руководства ФАУ, Валерий Горбань ушёл в отставку со всех постов в автомобильной федерации.

## Результаты в чемпионате мира

### Зачет WRC
| Год  | Участник              | Автомобиль               | 1      | 2      | 3      | 4      | 5      | 6      | 7      | 8      | 9      | 10     | 11     | 12     | 13     | 14 | Поз. | Очки |
| ---- | --------------------- | ------------------------ | ------ | ------ | ------ | ------ | ------ | ------ | ------ | ------ | ------ | ------ | ------ | ------ | ------ | -- | ---- | ---- |
| 2009 | Valeriy Gorban        | Mitsubishi Lancer Evo IX |        |        |        |        |        |        |        | POL 14 |        |        |        |        |        |    | н/к  | 0    |
| 2011 | Mentos Ascania Racing | Mitsubishi Lancer Evo IX | SWE 22 |        | POR 19 |        |        |        |        | FIN 40 |        | AUS 12 |        | ESP 32 | GBR 34 |    | н/к  | 0    |
| 2012 | Mentos Ascania Racing | Mitsubishi Lancer Evo IX |        |        |        |        | ARG 14 | GRE 14 | NZL 20 |        | GER 34 |        |        | ITA 16 | ESP 27 |    | н/к  | 0    |
| 2013 | Mentos Ascania Racing | Mitsubishi Lancer Evo IX |        | SWE Сх |        |        |        |        |        |        |        |        |        |        |        |    | н/к  | 0    |
| 2013 | Mentos Ascania Racing | Mini JCW RRC             |        |        |        | POR Сх |        | GRE 18 | ITA Сх | FIN 21 |        |        | FRA Сх |        | GBR 15 |    | н/к  | 0    |
| 2014 | Eurolamp WRT          | Mini JCW RRC             |        | SWE 21 |        | POR 18 |        | ITA 31 | POL 15 | FIN 31 |        |        |        | ESP 23 | GBR 19 |    | н/к  | 0    |
| 2015 | Eurolamp WRT          | Mini JCW RRC             |        | SWE 15 | MEX сх |        | POR 18 | ITA 18 | POL сх | FIN сх |        |        |        |        | GBR 41 |    | н/к  | 0    |
| 2016 | Eurolamp WRT          | Mini JCW WRC             |        | SWE 24 | MEX 10 | ARG сх | POR сх | ITA 28 | POL 27 | FIN 21 |        |        |        | ESP 15 | GBR 38 |    | 25   | 1    |
| 2017 | Eurolamp WRT          | Mini JCW WRC             |        | SWE 20 | MEX 13 |        | ARG сх | POR сх |        | POL 16 | FIN сх |        | ESP 24 |        |        |    | н/к  | 0    |

### Зачет PWRC
| Год  | Участник              | Автомобиль               | 1     | 2     | 3     | 4     | 5     | 6     | 7     | 8     | Поз. | Очки |
| ---- | --------------------- | ------------------------ | ----- | ----- | ----- | ----- | ----- | ----- | ----- | ----- | ---- | ---- |
| 2011 | Mentos Ascania Racing | Mitsubishi Lancer Evo IX | SWE 4 | POR 5 | ARG   | FIN 6 | AUS 5 | ESP 7 | GBR 9 |       | 7-й  | 46   |
| 2012 | Mentos Ascania Racing | Mitsubishi Lancer Evo IX | MON   | MEX   | ARG 3 | GRE 1 | NZL 4 | GER 7 | ITA 3 | ESP 4 | 3-й  | 85   |

### Зачет WRC 2
| Год  | Участник              | Автомобиль   | 1   | 2     | 3      | 4      | 5     | 6      | 7      | 8      | 9   | 10  | 11     | 12    | 13     | Поз. | Очки |
| ---- | --------------------- | ------------ | --- | ----- | ------ | ------ | ----- | ------ | ------ | ------ | --- | --- | ------ | ----- | ------ | ---- | ---- |
| 2013 | Mentos Ascania Racing | Mini JCW RRC | MON | SWE   | MEX    | POR Сх | ARG   | GRE 8  | ITA Сх | FIN 9  | GER | AUS | FRA Сх | ESP   | GBR 7  | 28-й | 12   |
| 2014 | Eurolamp WRT          | Mini JCW RRC | MON | SWE 7 | MEX    | POR 8  | ARG   | ITA 15 | POL 4  | FIN 7  | GER | AUS | FRA    | ESP 6 | GBR 7  | 10-й | 42   |
| 2015 | Eurolamp WRT          | Mini JCW RRC | MON | SWE 3 | MEX сх | ARG    | POR 8 | ITA 10 | POL сх | FIN сх | GER | AUS | FRA    | ESP   | GBR 15 | 19-й | 20   |

### Зачет WRC-Trophy
| Год  | Участник     | Автомобиль   | 1   | 2     | 3     | 4   | 5      | 6      | 7   | 8     | 9      | 10  | 11    | 12  | 13  | Поз. | Очки |
| ---- | ------------ | ------------ | --- | ----- | ----- | --- | ------ | ------ | --- | ----- | ------ | --- | ----- | --- | --- | ---- | ---- |
| 2017 | Eurolamp WRT | Mini JCW WRC | MON | SWE 1 | MEX 1 | FRA | ARG сх | POR сх | ITA | POL 1 | FIN сх | GER | ESP 1 | GBR | AUS | 2-й  | 100  |

### Подиумы на этапах чемпионата мира
| # | Ралли           | Сезон | Зачет      | Место | Штурман         | Автомобиль               |
| - | --------------- | ----- | ---------- | ----- | --------------- | ------------------------ |
| 1 | Ралли Польши    | 2009  | Класс N4   | 3     | Евгений Леонов  | Mitsubishi Lancer Evo IX |
| 2 | Ралли Аргентины | 2012  | PWRC       | 3     | Андрей Николаев | Mitsubishi Lancer Evo IX |
| 3 | Ралли Акрополис | 2012  | PWRC       | 1     | Андрей Николаев | Mitsubishi Lancer Evo IX |
| 4 | Ралли Италии    | 2012  | PWRC       | 3     | Андрей Николаев | Mitsubishi Lancer Evo IX |
| 5 | Ралли Швеции    | 2015  | WRC-2      | 3     | Владимир Корся  | Mini JCW RRC             |
| 6 | Ралли Швеции    | 2017  | WRC-Trophy | 1     | Сергей Ларенс   | Mini JCW WRC             |
| 7 | Ралли Мексики   | 2017  | WRC-Trophy | 1     | Сергей Ларенс   | Mini JCW WRC             |
| 8 | Ралли Польши    | 2017  | WRC-Trophy | 1     | Сергей Ларенс   | Mini JCW WRC             |
| 9 | Ралли Испании   | 2017  | WRC-Trophy | 1     | Сергей Ларенс   | Mini JCW WRC             |